# Прапор Дергачівського району
Пра́пор Дергачі́вського райо́ну — офіційний символ Дергачівського району Харківської області, затверджений 29 грудня 2000 року рішенням 12 сесії Дергачівської районної ради 23 скликання.

## Опис
Прапор являє собою прямокутне малинове полотнище, що має співвідношення сторін 2:3, в центрі якого розташовано герб району, який є геральдичним щитом, розділеним на три частини, із зображенням хреста в центрі. У верхній частині розміщено герб Харківської області. У нижній лівій частині на жовтому тлі зображена болотяна пташка — деркач та злаковий колос. У правій нижній частині на блакитному тлі — символ промислово-аграрного центру і злаковий колос.